# PT20
PT20は、日立造船がスイスのシュプラマル（Supramar）からライセンスを受けて建造した半没型水中翼船。1960年代を中心に派生型のPT32を含めて、19隻が建造された。

## 概要

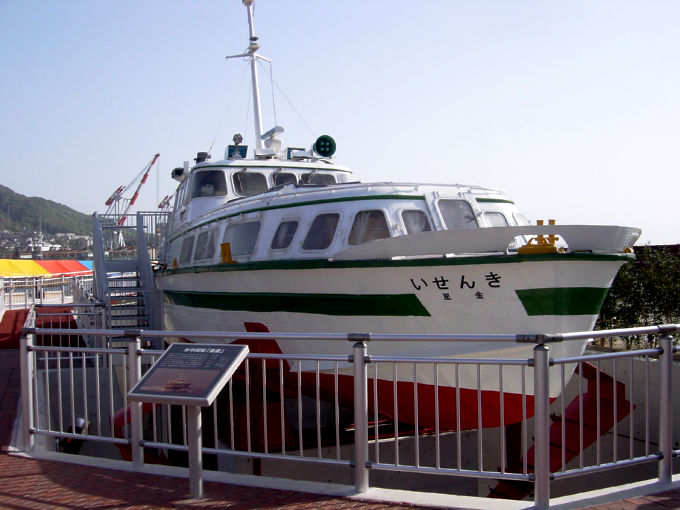
呉市海事歴史科学館で屋外展示されていた「金星」

シュプラマルが開発した70名乗りの水中翼船で、日本では日立造船が1960年10月に技術提携を結び、神奈川工場でライセンス生産を行った。
1961年にイタリアのロドリゲス造船所で建造された1隻を研究用として輸入、貨物船で日本へ輸送された1番艇は神奈川工場で各種試験を受けた後、1962年4月7日に南海汽船の「つばさ丸」として神戸 - 白浜航路に就航、定期運航が開始された。

## 設計
船体はアルミ軽合金で、船体中央の機関室の上に操舵室、その前後に客室が設けられていた。
- 総トン数：約60トン
- 機関：ディーゼル×1基
- 旅客定員：約70名

## 建造船一覧
| 船名       | 竣工年 | 総トン数   | 運用者         | 備考                                                           |
| ---------- | ------ | ---------- | -------------- | -------------------------------------------------------------- |
| つばさ丸   | 1960年 | 61.48 トン | 南海汽船       | 研究用として輸入                                               |
| 大鵬丸     | 1962年 | 62.54 トン | 名鉄海上観光船 | 国産一番船                                                     |
| はやて1号  | 1962年 | 61.72 トン | 関西汽船       |                                                                |
| はやて2号  | 1962年 | 61.72 トン | 関西汽船       |                                                                |
| 隼丸       | 1962年 | 61.67 トン | 名鉄海上観光船 |                                                                |
| あまつ     | 1963年 | 61.67 トン | 阪急汽船       |                                                                |
| かすがの   | 1963年 | 61.67 トン | 阪急汽船       |                                                                |
| バカンス   | 1963年 | 61.67 トン | 東海汽船       |                                                                |
| ファミリー | 1965年 | 61.67 トン | 東海汽船       |                                                                |
| 金星       | 1966年 | 63.75 トン | 石崎汽船       | 引退後、呉市海事歴史科学館で屋外展示されるが、老朽化により解体 |
| ひびき     | 1966年 | 63.75 トン | 瀬戸内海汽船   |                                                                |
| ひびき三号 | 1968年 | 62.99 トン | 瀬戸内海汽船   |                                                                |
| しぶき二号 | 1969年 | 62.95 トン | 防予汽船       |                                                                |
| 明星       | 1970年 | 62.87 トン | 石崎汽船       |                                                                |
| 隆星       | 1981年 | 56.75 トン | 石崎汽船       |                                                                |
| MANLY      | 1964年 |            |                | オーストラリアへ輸出、シドニー湾で運航                         |
| ANGEL II   |        |            |                | 韓国へ輸出                                                     |
| ANGEL III  |        |            |                | 韓国へ輸出                                                     |